# Heliconia villosa
Heliconia villosa är en enhjärtbladig växtart som beskrevs av Johann Friedrich Klotzsch. Heliconia villosa ingår i släktet Heliconia och familjen Heliconiaceae.

## Underarter
Arten delas in i följande underarter:
- H. v. pittieri
- H. v. villosa